# Troglorhopalurus translucidus
Espèce
Troglorhopalurus translucidus est une espèce de scorpions de la famille des Buthidae.

## Distribution
Cette espèce est endémique de l'État de Bahia au Brésil. Elle se rencontre à Lençóis et Andaraí dans des grottes.

## Description
Le mâle holotype mesure 37,7 mm
Comme souvent les espèces troglobies, il est translucide.

## Publication originale
- Lourenço, Baptista & Giupponi, 2004 : « Troglobitic scorpions: a new genus and species from Brazil. » Comptes Rendus Biologies, vol. 327, no 12, p. 1151-1156.